# Gorka Guruzeta
Gorka Guruzeta (San Sebastián, 12 september 1996) is een Spaans voetballer die doorgaans als spits speelt. Hij maakte in de zomer van 2022 de overstap van Amorebieta naar Athletic Club.

## Clubcarrière

### Bilbao Athletic
Guruzeta begon met voetballen bij Antiguoko en kwam via Vasconia Donostia en opnieuw Antiguoko terecht bij Athletic Bilbao. In het seizoen 2014/15 ging hij spelen voor Baskonia, ook wel het derde team van Athletic Bilbao. Hierin scoorde hij zestien doelpunten in 47 wedstrijden dat seizoen. Door een blessure van Asier Villalibre werd hij op 18 december 2015 gepromoveerd naar het tweede elftal: Bilbao Athletic dat in de Segunda División A speelde. Drie dagen later maakte hij in een 1-1 gelijkspel tegen Lugo zijn debuut. Hij zou uiteindelijk vijf seizoenen spelen voor het tweede elftal en 29 keer scoren in 93 wedstrijden.
Op 27 augustus 2018 maakte Guruzeta zijn Primera División-debuut voor Athletic de Bilbao tegen Huesca, als vervanger van Markel Susaeta. Hij zou dat seizoen nog acht wedstrijden spelen en scoorde op 16 januari 2019 in de bekerwedstrijd tegen Sevilla zijn eerste doelpunt voor Athletic. In april van dat jaar kreeg hij een serieuze knieblessure, waarna hij niet meer voor het eerste elftal zou spelen. Op 1 september 2020 liet Guruzeta zijn contract bij Athletic ontbinden.

### Sabadell
Een paar uur na zijn vertrek bij Guruzeta, tekende hij een driejarig contract bij Sabadell, dat net gepromoveerd was naar de Segunda División. Athletic bemachtigde hierbij een terugkoopoptie die geldig was tot 2022. Hij maakte op 19 september zijn debuut voor de club tegen Rayo Vallecano en was op 22 november tegen Las Palmas goed voor zijn eerste doelpunt. Guruzeta was goed voor drie goals en twee assists dat seizoen, maar degradeerde met Sabadell.

### Amorebieta
Op 16 juli 2021 tekende Guruzeta voor Amorebieta, waar hij op 14 augustus tegen Girona zijn debuut maakte. Het duurde lang voor hij zijn eerste doelpunt maakte, maar daarna was hij los. Hij scoorde acht goals in acht wedstrijden tussen december en februari, waaronder twee doelpunten tegen Málaga op 5 december. Het waren zijn eerste doelpunten van het seizoen, maar hij zou eindigen op een aantal van dertien dat seizoen. Daarmee trok hij de aandacht van zijn voormalig werkgever Athletic Club.

### Athletic Bilbao
Op 3 juli 2022 keerde hij terug bij Athletic Club, waar hij een contract tekende voor twee seizoenen. Op 29 augustus scoorde hij tegen Cádiz zijn eerste twee doelpunten in La Liga. Op 8 november scoorde hij opnieuw tweemaal, nu tegen Real Valladolid. Hij scoorde zes keer in zijn eerste seizoen terug, maar zou dat aantal het jaar erop ruimschoots verbeteren. Op 10 november 2023 scoorde hij tweemaal in een spectaculaire 4-3 overwinning op Celta de Vigo. Op 24 januari 2024 scoorde hij in de kwartfinale van de Copa del Rey tegen FC Barcelona al na 36 seconden, waarna Athletic met 4-2 zou winnen. Hij verlengde op 20 februari zijn contract bij Athletic tot de zomer van 2028. Op 6 april stond hij in de basis tijdens de finale van de Copa del Rey tegen RCD Mallorca, die zijn ploeg zou winnen op penalty's. Hij miste de laatste vijf wedstrijden van het seizoen door een blessure, waardoor hij de jacht op de Zarra Trophy (prijs voor Spaanse topscorer van de Spaanse competitie) moest staken. Wel werd hij clubtopscorer met veertien doelpunten.

## Statistieken
| Seizoen                                | Club            | Competitie         | Competitie | Competitie | Beker | Beker | Overig | Overig | Totaal | Totaal |
| Seizoen                                | Club            | Competitie         | Wed.       | Dlp.       | Wed.  | Dlp.  | Wed.   | Dlp.   | Wed.   | Dlp.   |
| -------------------------------------- | --------------- | ------------------ | ---------- | ---------- | ----- | ----- | ------ | ------ | ------ | ------ |
| 2015/16                                | Bilbao Athletic | Segunda División A | 5          | 0          | –     | –     | –      | –      | 5      | 0      |
| 2016/17                                | Bilbao Athletic | Segunda División B | 32         | 7          | –     | –     | –      | –      | 32     | 7      |
| 2017/18                                | Bilbao Athletic | Segunda División B | 37         | 16         | –     | –     | 2      | 2      | 39     | 18     |
| 2018/19                                | Bilbao Athletic | Segunda División B | 6          | 1          | –     | –     | –      | –      | 6      | 1      |
| 2018/19                                | Athletic Bilbao | Primera División   | 6          | 0          | 3     | 1     | –      | –      | 9      | 1      |
| 2019/20                                | Bilbao Athletic | Segunda División B | 13         | 5          | –     | –     | 1      | 0      | 14     | 5      |
| 2020/21                                | Sabadell        | Segunda División A | 39         | 3          | 1     | 0     | –      | –      | 40     | 3      |
| 2021/22                                | Amorebieta      | Segunda División A | 37         | 13         | 1     | 0     | –      | –      | 38     | 13     |
| 2022/23                                | Athletic Bilbao | Primera División   | 30         | 6          | 7     | 0     | –      | –      | 37     | 6      |
| 2023/24                                | Athletic Bilbao | Primera División   | 32         | 14         | 4     | 2     | –      | –      | 36     | 16     |
| 2024/25                                | Athletic Bilbao | Primera División   | 14         | 3          | 0     | 0     | 4      | 1      | 18     | 4      |
| Carrièretotaal                         | Carrièretotaal  | Carrièretotaal     | 251        | 68         | 16    | 3     | 7      | 3      | 274    | 74     |
| Bijgewerkt tot en met 2 december 2024. |                 |                    |            |            |       |       |        |        |        |        |

## Erelijst
| Competitie      | Aantal          | Jaren           |
| Athletic Bilbao | Athletic Bilbao | Athletic Bilbao |
| --------------- | --------------- | --------------- |
| Copa del Rey    | 1x              | 2023/24         |

1 Simón ·
3 Vivian ·
4 Paredes ·
5 Álvarez ·
6 Vesga ·
7 Berenguer ·
8 Sancet ·
9 I. Williams ·
10 Muniain  ·
11 N. Williams ·
12 Guruzeta ·
13 Agirrezabala ·
14 D. García ·
15 Lekue ·
16 Ruiz de Galarreta ·
17 Berchiche ·
18 De Marcos ·
19 García de Albéniz ·
20 Villalibre ·
21 Herrera ·
22 R. García ·
23 Nolaskoain ·
24 Prados ·
29 Ares ·
30 Gómez ·
Coach: Valverde